# John Uelses
John Uelses de son vrai nom Hans Joachim Feigenbaum (né le 14 juillet 1937 à Berlin, en Allemagne et mort le 15 décembre 2022) est un athlète américain spécialiste du saut à la perche.

## Carrière
Né en 1937 à Berlin, orphelin à l'âge de cinq ans, John Uelses est adopté en 1945 par une tante habitant aux États-Unis.
En début de saison 1962, l'Américain améliore à trois reprises la meilleure performance indoor en réalisant successivement 4,87 m, 4,88 m et 4,88 m, ces performances n'étant pas encore considérés comme des records du monde en salle par l'IAAF. Il devient par ailleurs le premier athlète à franchir la limite des 16 pieds en réalisant la marque de 4,87 m.
Engagé volontaire dans les Marines, Uelses est l'un des premiers utilisateurs de la perche en fibre de verre avec laquelle il fait évoluer son record personnel de 4,40 m à 4,88 m. Le 31 mars 1962, à Santa Barbara, il établit un nouveau record du monde de la discipline en franchissant une barre à 4,89 m, améliorant de six centimètres l'ancienne meilleure marque mondiale établie en 1961 par son compatriote George Davies, adepte également de la « fiber-glass ».
En 1964, l'Américain remporte les Championnats NCAA (4,87 m) ainsi que les Championnats de l'Amateur Athletic Union en salle (4,72 m).
Son record personnel, établi le 14 mars 1964 à Cleveland, est de 4,99 m.
John Uelses s'éteint le 15 décembre 2022 à l'âge de 85 ans.

## Records
| Épreuve          | Performance | Lieu      | Date         |
| ---------------- | ----------- | --------- | ------------ |
| Saut à la perche | 4,99 m      | Cleveland | 14 mars 1964 |

### Sources
- Robert Parienté et Alain Billouin, La fabuleuse histoire de l'Athlétisme, Paris, Minerva 2003  (ISBN 2830707273)